# SN 2004am
SN 2004am – supernowa w Galaktyce Cygaro w gwiazdozbiorze Wielkiej Niedźwiedzicy. Została odkryta 5 marca 2004 przez Lick Observatory Supernova Search (LOSS) na zdjęciach wykonanych teleskopem KAIT 21 listopada 2003.
W momencie wykonania zdjęć miała jasność około 17m. Późniejsze obserwacje wykazały, że należała do typu II.
Ustalono, że SN 2004am znajdowała się w obszarze jądra galaktyki (ok. 500 lat świetlnych od centrum).